# Kenny Hall
Kenneth Michael "Kenny" Hall (Los Ángeles, California, 10 de abril de 1990) es un exbaloncestista estadounidense. Con 2,06 metros de estatura, jugaba en las posiciones de ala-pívot o pívot.

## Trayectoria deportiva

### Universidad
Jugó cuatro temporadas en los Volunteers de la Universidad de Tennessee, en las que promedió 4,4 puntos, 3,4 rebotes y 0,5 tapones por partido,

### Profesional
Tras no ser elegido en el Draft de la NBA de 2013, fichó por el MBK Rieker Komárno de la liga de Eslovaquia, donde jugó una temporada en la que promedió 14,5 puntos y 6,7 rebotes por partido.
Al año siguiente fue elegido por los Delaware 87ers en la cuarta ronda del Draft de la NBA D-League, donde jugó 38 partidos, en los que promedió 7,3 puntos y 4,7 rebotes. El 12 de marzo de 2015 fichó por los Santa Cruz Warriors, con los que acabó la temporada consiguiendo el título de liga.
En agosto de 2016 fichó por el Koroivos B.C. de la A1 Ethniki.